# Walentin Kosmitsch Iwanow

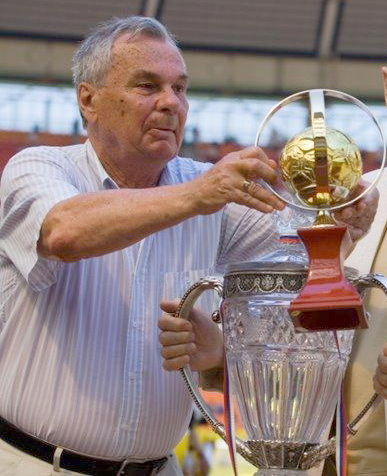
Walentin Iwanow (2007)

Walentin Kosmitsch Iwanow (russisch Валентин Козьмич Иванов; * 19. November 1934 in Moskau; † 8. November 2011 daselbst) war ein sowjetischer Fußballspieler und -trainer.
In den 1950er und 1960er Jahren war er ein Weltklassestürmer, mit der Auswahl der Sowjetunion wurde er 1956 Olympiasieger, sowie Torschützenkönig von Welt- und Europameisterschaften und stand in zwei Europameisterschaftsendspielen.

## Karriere
Iwanow war Stürmer und gemeinsam mit fünf weiteren Spielern mit je vier Treffern bester Torschütze bei der Fußball-Weltmeisterschaft 1962 in Chile. Bereits bei der Fußball-Weltmeisterschaft 1958 in Schweden hatte er zwei Tore erzielt. In der Auswahl der UdSSR kam er auf 59 Einsätze, erzielte 26 Tore und gewann die Fußball-Europameisterschaft 1960. Somit liegt er in der Statistik nach Oleg Blochin und Oleh Protassow auf Rang 3 der sowjetischen Torschützenliste. In seiner Laufbahn spielte er ausschließlich bei Torpedo Moskau. In der sowjetischen Meisterschaft erzielte er insgesamt 124 Tore.
Unmittelbar nach Ende seiner aktiven Laufbahn 1966/67 wurde er Chefcoach von Torpedo, was er mit zwei kleineren Unterbrechungen Anfang bzw. Ende der 1970er Jahre bis zum Ende der UdSSR 1991 blieb. 1992/93 absolvierte er mit Raja Casablanca seine einzige Karrierestation außerhalb Moskaus. 1993 ging er aber wieder zurück in seine Heimatstadt zu Asmaral Moskau, bevor er 1994–1996 und 1998 letztmals Trainer von Torpedo wurde. Später ging er in den Stab des zweiten Moskauer Torpedos, des heutigen FK Moskau, dessen Trainer er 2003 kurzzeitig war, ansonsten aber bis 2007 als Vizepräsident tätig war. Seitdem war er Berater des Vorstandes seines alten Clubs Torpedo.
Iwanow stand als Spieler von 1952 bis 1966 sowie über mehrere längere Zeiträume als Trainer (unter anderem zwischen 1973 und 1978) bei seinem Stammverein Torpedo Moskau unter Vertrag. Er war somit (als Einziger überhaupt) an allen drei Meistertiteln Torpedos (1960 und 1965 als Spieler und 1976 als Trainer) beteiligt. Iwanow gehörte zuletzt im siebten Jahrzehnt nach seinem ersten Einsatz für Torpedo Moskau immer noch zum Stab des Clubs, bei dem er in seiner Laufbahn insgesamt fast 40 Jahre lang als Starstürmer oder Cheftrainer unter Vertrag stand.
Ab 1959 war er mit der mehrfachen Turnolympiasiegerin und Weltmeisterin Lidija Gawrilowna Iwanowa verheiratet, der gemeinsame Sohn Walentin Walentinowitsch Iwanow war Schiedsrichter und leitete u. a. Partien bei der Fußball-Europameisterschaft 2004 in Portugal sowie bei der Fußball-Weltmeisterschaft 2006 in Deutschland.

## Auszeichnungen
Iwanow erhielt das Ehrenzeichen der Sowjetunion.